# Mesanthura
Mesanthura es un género de isópodos de la familia Anthuridae.

## Especies
- Mesanthura adrianae
- Mesanthura affinis
- Mesanthura albinotata
- Mesanthura albolineata
- Mesanthura asiatica
- Mesanthura astelia
- Mesanthura atrata
- Mesanthura bermudensis
- Mesanthura bipunctata
- Mesanthura bivittata
- Mesanthura brasiliensis
- Mesanthura callicera
- Mesanthura catenula
- Mesanthura cinctula
- Mesanthura crucis
- Mesanthura decorata
- Mesanthura dianella
- Mesanthura excelsa
- Mesanthura fasciata
- Mesanthura floridensis
- Mesanthura frances
- Mesanthura gerlachi
- Mesanthura hieroglyphica
- Mesanthura hopkinsi
- Mesanthura javensis
- Mesanthura kiliani
- Mesanthura libertia
- Mesanthura looensis
- Mesanthura miersi
- Mesanthura miyakoensis
- Mesanthura moroea
- Mesanthura nigra
- Mesanthura nigrodorsalis
- Mesanthura nubifera
- Mesanthura occidentalis
- Mesanthura ocellata
- Mesanthura pascuaensis
- Mesanthura paucidens
- Mesanthura protei
- Mesanthura pulchra
- Mesanthura punctillata
- Mesanthura quadrata
- Mesanthura reticulata
- Mesanthura romulea
- Mesanthura spongicola
- Mesanthura stypandra